# Följesystem
Följesystem används i ej stationära system med riktantenner där det alltså är nödvändigt för att kunna skicka och ta emot signaler. För att upprätta en länk så att information kan skickas sker först en sökning, när länken är upprättad hålls den ständig genom någon typ av följesystem.
Följesystem kan vara mekaniska eller elektriska och till exempel kan en kvadrantdetektor användas.
Vid mekanisk styrning styrs hela antennen medan elektrisk styrning (fasstyrda antenner) endast vrider på loben och antennen är fast i plattformen. Mekaniska system är lätta att tillverka och har stor uppfångsområde, men de är tunga och har låg rikthastighet. Elektriska system är små, lätta och har hög avsökningshastighet men har ett litet uppfångningsområde per antenn.
Låsning är i GPS-sammanhang tillståndet hos följesystem när systemet automatiskt utför följning av avsedd signal, inmätningsobjekt e d.